# Ніч астрономії в Білому домі

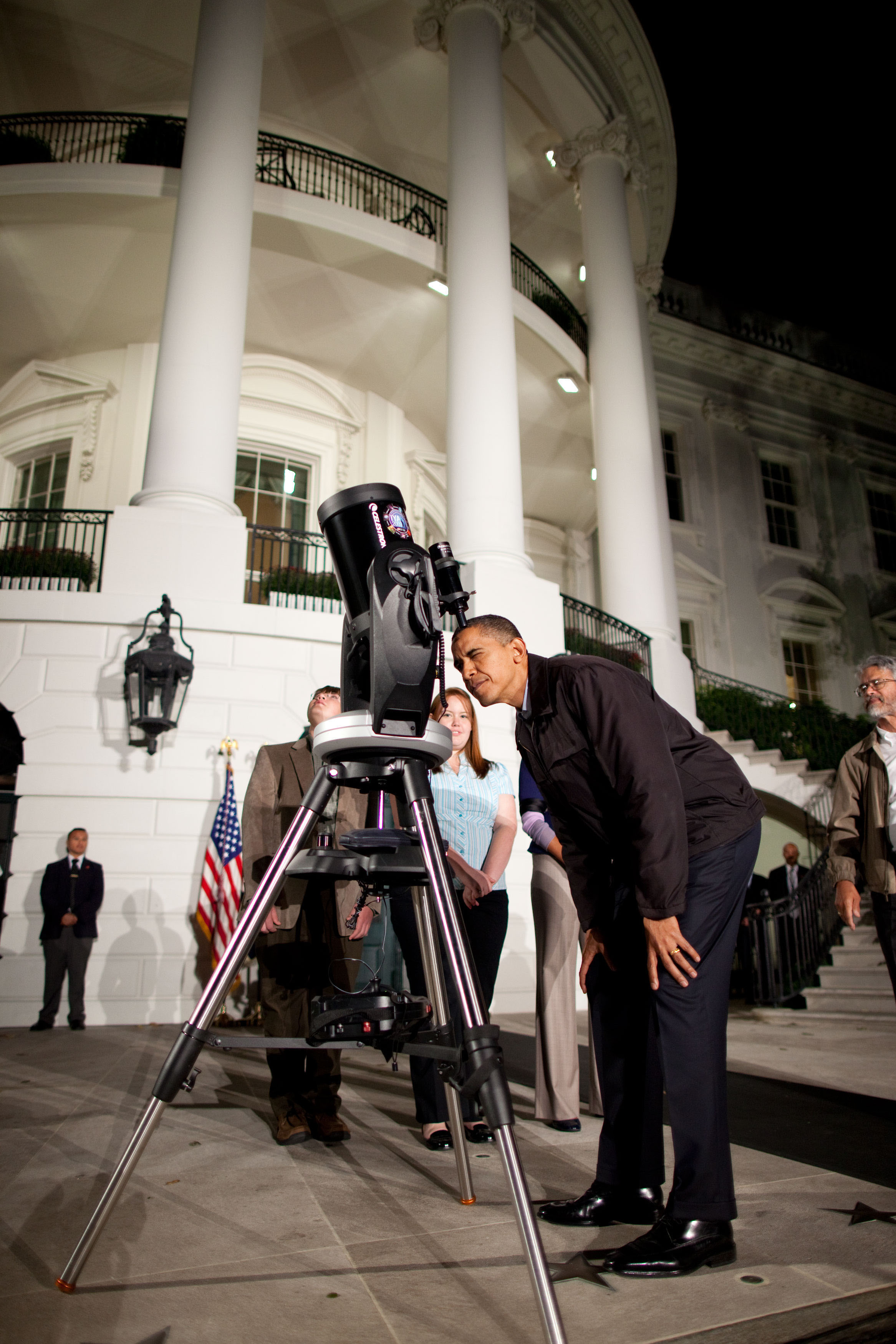
Президент Барак Обама дивиться в телескоп під час першої Ночі астрономії в Білому домі (7 жовтня 2009 року)

Ніч астрономії в Білому домі (або ж Ніч астрономії на Національній алеї) — захід, вперше організований Білим домом спільно з Управлінням науково-технічної політики для стимулювання інтересу до астрономії та наукової освіти. Перша Ніч астрономії в Білому домі відбулася у 2009 році на Південній галявині. У 2010 році Білий дім та Управління науково-технічної політики організували аналогічний захід за допомогою Університету Гофстра, цього разу на Національній алеї. З 2010 по 2014 рік у Національній алеї відбувалися щорічні заходи за узгодженням між Університетом Гофстра та федеральними агентствами, включно зі Смітсонівським Національним музеєм авіації та космосу, НАСА та Національним науковим фондом. У 2015 році захід відбувся в червні на Національній алеї, а потім знову в Білому домі 19 жовтня.

## Події

### Ніч астрономії в Білому домі 2009 року
Перша Ніч астрономії в Білому домі відбулася на Південній галявині 7 жовтня 2009 року. Захід був приурочений до Міжнародного року астрономії. Поряд із президентом Бараком Обамою під час його виступу стояв науковий радник президента Джон Голдрен, який наголосив на важливості наукової освіти та необхідності заохочувати молодь до вивчення наук. Це була ініціатива Білого дому, спрямована на підвищення зацікавленості дітей у сферах STEM (наука, технології, інженерія та математика). Під час заходу використовували лише оптичні телескопи. На Південній галявині Білого дому встановили понад 20 телескопів, а також експозиції з місячними гірськими породами, метеоритами та презентаціями Сонячної системи.
Крім родини Обами, на заході була присутня астронавтка Саллі Райд, перша американка, яка побувала в космосі у 1983 році. Вона була у льотній куртці та відповідала на запитання дітей про Сонячну систему.
Також у заході взяли участь астрономи-аматори Каролін Мур і Лукас Боліярд. Обоє вже мали значні досягнення в астрономії. У 2008 році Каролін Мур, нью-йоркська старшокласниця, взяла участь у відкритті наднової SN 2008ha, ставши наймолодшою людиною, що виявила наднову зорю. А Лукас Боліярд, навчаючись у старшій школі в Західній Вірджинії, у 2009 році відкрив радіотранзієнт, який виявився нейтронною зорею. Це відкриття він зробив, аналізуючи спостереження в межах участі в проєкті Pulsar Search Collaboratory — ініціативі, яка надає молоді доступ до Грін-Банкського радіотелескопа завдяки співпраці між Університетом Західної Вірджинії та Національною радіоастрономічною обсерваторією.

### Заходи на Національній алеї
Управління науково-технічної політики при Виконавчому офісі Президента США організувало наступну Ніч астрономії 15 липня 2010 року. Цього разу захід відбувся на території Національної алеї. У його проведенні взяв участь Університет Гофстра, а сама подія була відкритою для всіх охочих.
Наступного року, 9 липня 2011 року, захід знову пройшов на Національній алеї. Національний музей авіації і космонавтики Смітсонівського інституту долучився до події, відкривши для публіки свою громадську обсерваторію та зовнішній майданчик. Захід спонсорував Університет Гофстра. Під події відбувалися як живі виступи, так і спостереження небесних тіл у телескопи. Одним з організаторів заходу професор Дональд Любович, координатор програми з популяризації астрономії Університету Гофстра. Любович зазначив: «Проведення програми Гофстра на Національній алеї дає нам унікальну можливість надихати дітей займатися наукою та сприяти загальному розумінню науки. Споглядання кілець Сатурна або кратерів і гір Місяця захоплює уяву незалежно від віку». У заході 2011 року також взяв участь Астрономічний клуб Північної Вірджинії, а серед залучених до події організацій були Американське астрономічне товариство, космічний телескоп Джеймс Вебб, Центр космічних польотів імені Ґоддарда, Національна радіоастрономічна обсерваторія та Інститут науки і техніки Франкліна.

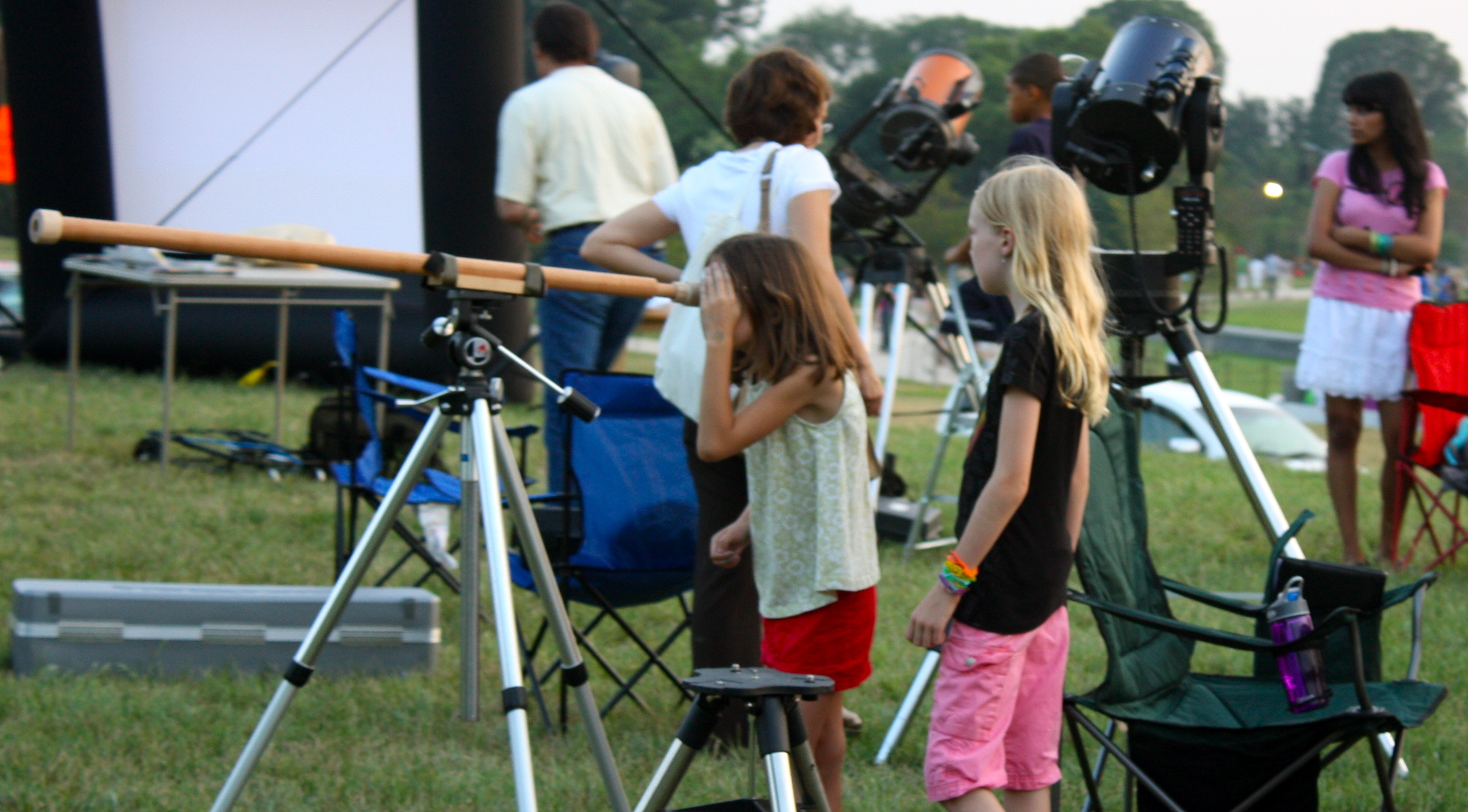
Діти дивляться в копію телескопа Галілея під час заходу 2010 року на Національній алеї

28 квітня 2012 року захід на Національній алеї відбувся втретє. Його було організовано за сприяння Університету Гофстра, а також місцевих астрономічних клубів. Серед представлених організацій були: Національний науковий фонд, журнал "Astronomy", Американське астрономічне товариство, Астрономічне товариство Тихого океану, Міжнародна асоціація темного неба, Гарвард-Смітсонівський центр астрофізики, Науковий інститут космічного телескопа та Національна оптична астрономічна обсерваторія.
Четвертий захід на Національній алеї відбувся 14 червня 2013 року. Організатором знову виступив Дональд Любович. У програмі заходу були екскурсії до Капітолія США, а також безплатне відвідування місцевих музеїв. Захід відвідав директор відділу астрофізики НАСА Пол Герц, який розповів про астрономічні дослідження в агентстві та ділився знаннями з молоддю.
У 2014 році в Ночі астрономії на Національній алеї взяли участь близько 7000 осіб. Подія відбулася 6 червня 2014 року, а її організацією й проведенням знову займався Любович. Астрономічна обсерваторія Коледжу Монтгомері направила працівників, які відповідали на питання відвідувачів.
Любович допоміг організувати ще один захід на Національній алеї 19 червня 2015 року. Співробітники журналу «Astronomy» роздавали інформаційні матеріали, а серед учасників були Американський геофізичний союз, Міжнародна асоціація темного неба, Інститут Карнегі та Джорджтаунський університет. У межах заходу діяв надувний мобільний купол з планетарієм. Освітяни, переодягнені в історичних діячів астрономії, зокрема Кароліну Гершель, Тихо Браге й Йоганна Кеплера, проводили пізнавальні заходи для дітей.

### Ніч астрономії в Білому домі 2015 року
21 серпня 2015 року Білий дім оголосив про проведення Ночі астрономії на Південній галявині Білого дому 19 жовтня. На захід запросили учнів, вчителів, а також представників астрономічної спільноти та приватного космічного сектору. Серед запрошених був і Ахмед Мохамед, учень середньої школи з Техасу, який зібрав удома саморобний годинник, приніс його до школи, після чого його затримала поліція, оскільки вчитель вважав, що пристрій схожий на бомбу. Після широкого розголосу, президент Обама написав у Twitter запрошення Ахмеду приїхати до Білого дому зі своїм «класним годинником». Представники адміністрації Обами закликали його приєднатися до події, прессекретар Джош Ернест назвав інцидент «навчальним моментом», а радник з питань науки Джон Голдрен надіслав офіційне запрошення.
Того вечора президент виголосив промову перед учасниками Ночі астрономії, сказавши: «Ми повинні помічати, розвивати й заохочувати ці проблиски допитливості й можливостей, а не пригнічувати їх». Після виступу президент поспілкувався з Мохамедом і обійняв його. Обама також подивився в телескоп і взяв участь у дзвінку на Міжнародну космічну станцію. Діти, які відвідали подію, змогли побачити метеорити, зразки з Марса та гірські породи з Місяця. У повідомленні Білого дому про Ніч астрономії 2015 року зазначалося, що президент підтримав проєкт TESS разом із телескопом Джеймс Вебб.
Учениця середньої школи з Брукліна (Нью-Йорк) Софі Альварес-Барейро допомагала президентові спостерігати Місяць у телескоп. Вона пояснила Обамі, що кратери на Місяці виникають унаслідок зіткнень з космічними об'єктами. Команда з розробки ракет зі шкіл міста Раселлвілл, штат Алабама, також відвідала захід, і президент особисто відзначив її. Обама попросив, щоб учасники команди — Челсі Саддіт, Кеті Бернс, Найлз Баттс, Ендрю Гіт, Крістіан Руїс, Кейді Стаддард та Еван Свінні — розповіли про свої досягнення в ракетобудуванні, зокрема перемогу на Міжнародному ракетному конкурсі 2015 року на міжнародному авіасалоні в Ле Бурже. Учні також мали нагоду поспілкуватися з відомими особами, які відвідали подію, серед яких Біл Най та ведучі шоу «Руйнівники міфів» Джеймі Гайнеман і Адам Севідж.

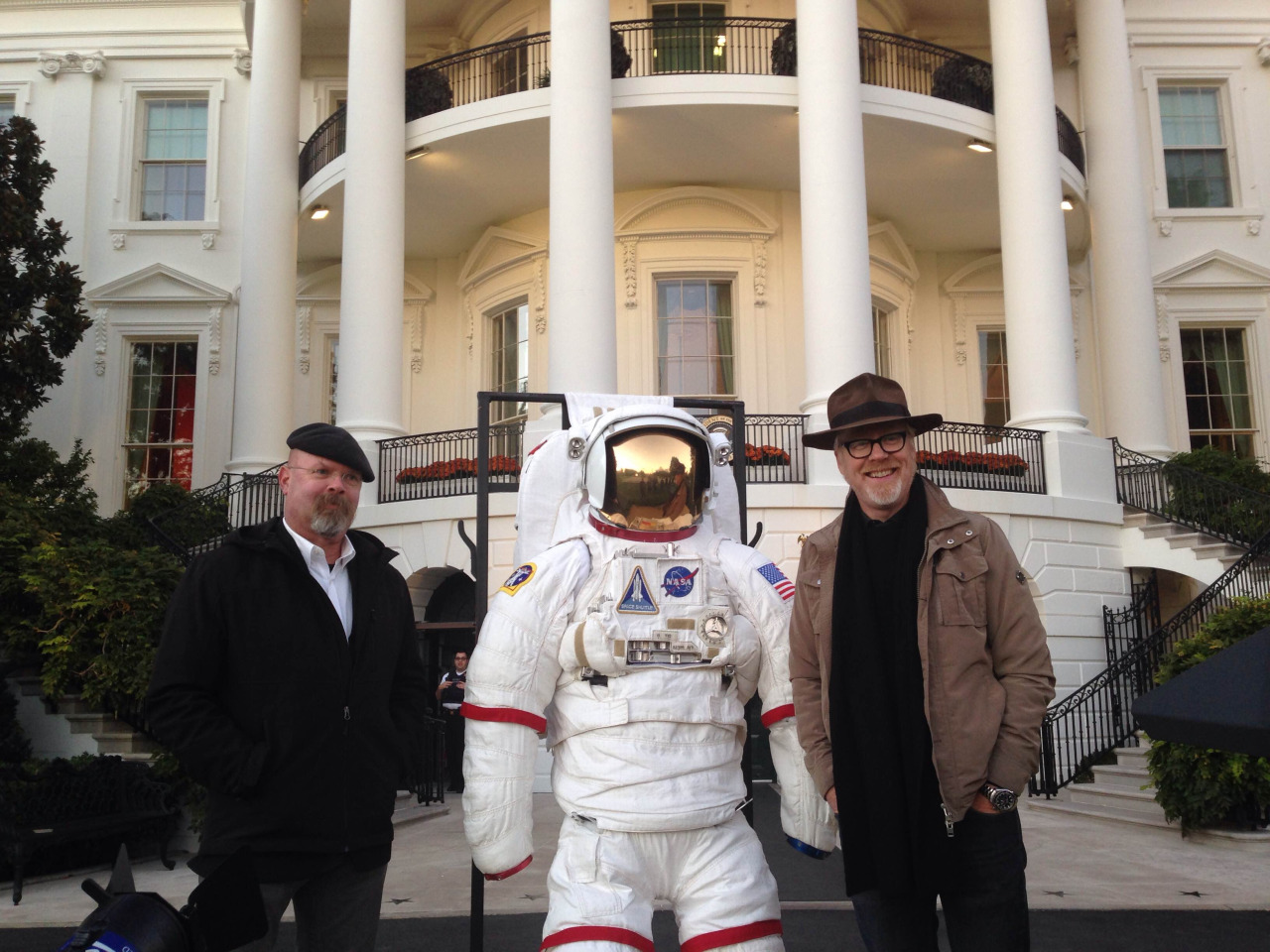
Ведучі шоу Руйнівники міфів Джеймі Хайнеман і Адам Севідж на Ночі астрономії в Білому домі 2015 року.

У промові під час заходу Обама відзначив індійсько-американського школяра Пранава Сіву Кумара. Президент розповів, як Сіва Кумар зацікавився наукою у віці шести років, прочитавши в енциклопедії про відомих дослідників. Його батьки заохочували інтерес до знань, водили його на лекції з астрофізики, і згодом він двічі став фіналістом Google Science Fair. Президент навів його як приклад видатного учня, який відвідав зоряну ніч у Білому домі.
Серед учасників заходу також була учениця з Флориди Кіра Вілмот. За два роки до того вона привернула увагу ЗМІ, коли була заарештована та звинувачена у скоєнні тяжкого злочину через свій науковий проєкт, що спричинив гучний вибух. Тоді вона була відмінницею у старшій школі в окрузі Полк, Флорида, і на уроці поєднала алюмінієву фольгу з мийним засобом у пляшці. Після вибуху її вивели з класу, закували в наручники, відправили до виховної установи та висунули обвинувачення у створенні вибухового пристрою. Адміністрація школи пояснила свої дії наявністю політики нульової толерантності щодо небажаної поведінки. Згодом обвинувачення зняли, і вона повернулася до школи. На момент участі в Ночі астрономії в Білому домі Вілмот навчалася у Флоридському політехнічному університеті, спеціалізуючись на механічній інженерії.